# ويليام إدموند هيك
ويليام إدموند هيك (1 أغسطس 1912 – 20 ديسمبر 1974) هو عالم نفس بريطاني، ورائدًا في العلوم الجديدة لعلم النفس التجريبي وبيئة العمل(أرغونوميا) في منتصف القرن العشرين.
تدرب هيك كطبيب، وحصل على درجتي البكالوريوس والماجستير من جامعة دورهام عام 1938، ودكتوراه الطب من نفس الجامعة عام 1949، انضم إلى الفيلق الطبي بالجيش الملكي 1941 - 1944، انتقل إلى كامبريدج للانضمام إلى وحدة علم النفس التطبيقي التابعة لمركز البحوث الطبية في مختبر كامبريدج النفسي.
كان عضوًا مؤسسًا في مجموعة علم النفس التجريبي وشغل منصب رئيسها في عام 1958، عندما أصبحت جمعية علم النفس التجريبي. كان أيضًا عضوًا مؤسسًا في جمعية بيئة العمل وعضوًا في نادي راتيو.
من المحتمل أن تكون مساهمته الأكثر شهرة في علم النفس التجريبي هي مقالته «حول معدل اكتساب المعلومات» (هاك، 1952)، والتي أصبحت تُعرف فيما بعد باسم قانون هاك، واعتمدت على نطاق واسع في دراسة معالجة المعلومات البشرية، على سبيل المثال باستخدام صندوق جنسن.